# Вэй Сыцзя
Вэй Сыцзя (кит. упр. 韦思佳, пиньинь Wei Sijia; род. 5 декабря 2003[…], Китай) — китайская профессиональная теннисистка.

## Спортивная карьера
Вэй начала 2022 год с участия в квалификационных турнирах ITF Тура с призовым фондом 15 000 долларов. Постепенно улучшая свои результаты, теннисистка выиграла свой первый финал в конце июня 2023 года.
Вэй прошла квалификацию на турнир Jiangxi Open 2023, дебютировав в WTA Туре, но в первом же раунде проиграла Кимберли Биррелл. В дальнейшем она прошла квалификацию на турнир в Таиланде 2024 года, но в первом же раунде проиграла соотечественнице Гао Синью.
Занимая 140-е место в рейтинге, Вэй получила специальное приглашение в основную сетку турнира WTA 1000 Открытый чемпионат Китая 2024, дебютировав на этом высоком уровне WTA. В первом раунде одержала свою первую победу в туре, обыграв Елену-Габриэлу Русе. Во втором раунде уступила 13-й ракетке мира Беатрис Хаддад Майе. Позже Вэй получила специальное приглашение на турнир в Гуанчжоу и в первом раунде обыграла шестую сеяную Ребекку Шрамкову, одержав свою первую победу над соперницей из топ-100. Во втором раунде она проиграла Ван Сиюй в трёх сетах.
В начале 2025 года Вэй победила в квалификации Открытого чемпионата Австралии по теннису и впервые в карьере пробилась в основной раунд турнира Большого шлема. В первом круге она встретилась с 4-й сеянной Жасмин Паолини из Италии, которой уступила в двух сетах.

## Итоговое место в рейтинге WTA по годам
| Год  | Одиночный рейтинг | Парный рейтинг |
| 2024 | 131               | 1125           |
| 2023 | 271               | 347            |
| 2022 | 434               | 394            |
| 2021 | —                 | —              |
| 2020 | 1054              | —              |
| 2019 | 1019              | —              |